# Bana Her Şey Yakışır
Bana Her Şey Yakışır är ett TV-program som började sändas i Turkiet på Kanal D den 14 februari 2011. Programmet har sålts till flera länder.

## Bana Her Sey Yakışır-serier
| Land        | Lokal titel            | Programledare          | Premiär          | TV-kanal |
| ----------- | ---------------------- | ---------------------- | ---------------- | -------- |
| Turkiet     | Bana Her Şey Yakışır   | Cengiz Abazoğlu        | 14 februari 2011 | Kanal D  |
| Tyskland    | Shopping Queen         | Guido Maria Kretschmer | 20 januari 2012  | Vox      |
| Ryssland    | Королева шоппинга      | Михаил Барышников      | 9 juli 2012      | CTC      |
| Kazakstan   | Королева шоппинга      | Михаил Барышников      | 9 juli 2012      | CTC      |
| Vitryssland | Королева шоппинга      | Михаил Барышников      | 9 juli 2012      | CTC      |
| Moldavien   | Королева шоппинга      | Михаил Барышников      | 9 juli 2012      | CTC      |
| Frankrike   | Les Reines Du Shopping | Cristina Corluda       | 10 juni 2013     | m6       |
| Bulgarien   |                        |                        | 2013             |          |
| Ukraina     |                        |                        | 2013             |          |
| Ungern      |                        |                        | 2013             |          |
| Finland     |                        |                        | 2013             |          |
| England     |                        |                        | 2013             |          |
| Belgien     |                        |                        | 2013             |          |